# シクロベンダゾール
シクロベンダゾール（英：Ciclobendazole）は駆虫薬で、寄生虫に対する医薬品である。1970年代に臨床試験では、その効果はメベンダゾールと比較して鉤虫感染症と回虫症において同程度だったが、鞭虫症において有意に低いことが判明した。
世界のいずれの場所でも販売されていることは知られていない。